# Астероид класса R
Спектральный класс R — довольно редкий класс астероидов, имеющий относительно высокое альбедо и красноватый спектр отражения на длине 0,7 мкм. Также имеется широкая полоса поглощения довольно большой глубины на длине волны 1 — 2 мкм, которая показывает высокую концентрацию в поверхностных породах оливина, пироксена и некоторых металлов, возможно с добавкой плагиоклаза.
В целом по спектральным характеристикам занимает промежуточное положение между астероидами V и A классов. Химический состав астероидов этого класса говорит о том, что они подверглись наиболее интенсивной тепловой и ударной переработке и, вероятно, являются осколками промежуточных силикатных оболочек. 
Максимум их распределения совпадение с внутренней границей главного пояса и даже несколько выходит за его пределы в сторону Солнца, что может считаться дополнительным подтверждением этой теории.
По данным инфракрасной орбитальной обсерваторией IRAS типичными примерами астероидов этого класса являются:
- (148) Галлия
- (349) Дембовска
- (571) Дульсинея
- (937) Бетгея

Однако, из них только астероид (349) Дембовска имеет чётко выраженные характеристики R класса на всех длинах волн.